# Camponotus yala
Camponotus yala är en myrart som beskrevs av Kusnezov 1952. Camponotus yala ingår i släktet hästmyror, och familjen myror. Inga underarter finns listade.